# 法利什
49°12′25″N 23°51′5″E / 49.20694°N 23.85139°E
法利什（烏克蘭語：Фалиш），是烏克蘭的村庄，位於該國西部利沃夫州，由斯特雷區莫爾申市鎮負責管轄，始建於1482年，面積6.37平方公里，海拔高度311米，2024年人口694，人口密度每平方公里116.33人。